# Michael Fitzgerald (Iers wielrenner)
Michael Fitzgerald (31 juli 1974) is een Iers wielrenner. Hij liep in 1997 stage bij Tönissteiner-Colnago, maar kreeg geen contract aangeboden. Sindsdien rijdt hij op amateurbasis.

## Belangrijkste overwinningen
1995
- Iers kampioen op de weg, Elite

1997
- 5e etappe An Post Rás
- 9e etappe deel B An Post Rás
- 7e etappe Ronde van Bretagne

1998
- 7e etappe An Post Rás
- 9e etappe An Post Rás

Barrenetxea · Coudray · De Buyst · Deraedt · Dierckxsens · Hashikawa · Hennebert · Herygers · Hopmans · Mifune · Miura · Petersen · Schoelens · Torrekens · Van Hullebusch · Willems · De Schoenmaecker (stagiair) · Fitzgerald (stagiair) · Willockx (stagiair)   